# Ablai (Khan)

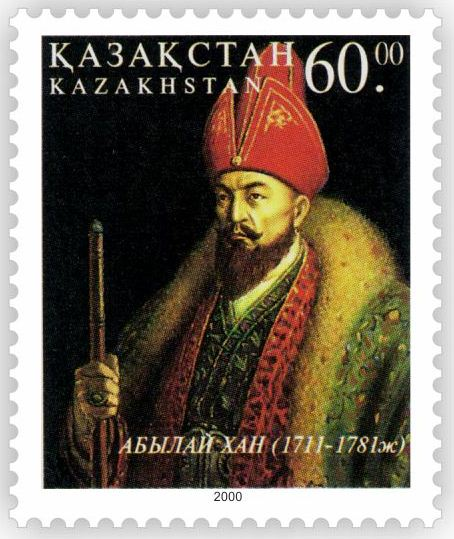
Briefmarke Kasachstans mit der Abbildung Ablais, 2001

Ablay (Abilmansur) Khan (kasachisch Абылай (Әбілмансұр) хан Abylai (Äbılmansūr) Han; * 23. Mai 1711; † 1781) war kasachischer Khan der Mittleren Horde. Ablay gehört zu den Nachfahren Dgenibek Khans, des Gründers des kasachischen Staates im 15. Jahrhundert. In der ersten Hälfte des 18. Jahrhunderts fungierte Ablay Khan als Organisator und Kommandeur der Abteilung des kasachischen Militärs, das gegen die Dschungaren kämpfte. Er nahm an den bedeutendsten Schlachten gegen die Dschungaren von den 1720er bis in die 1750er Jahre teil, für die er im Volk als „Held“ bezeichnet wurde.
Ablais Politik verfolgte einen starken und unabhängigen kasachischen Staat. Er führte die vereinigten Kräfte der Kasachen und förderte die Zentralisierung der staatlichen Macht in Kasachstan. Bis zu seiner Ernennung zum Khan durch die drei Horden (Große, Kleine und Mittlere Horde) musste Ablay sich gegen Khan Abul Mambet und seine Nachfolger der Mittleren Horde behaupten. Zunächst erkannte Russland Abul Mambet als Khan der Mittleren Horde an, während Ablay von China unterstützt wurde. Ablay setzte sein Talent ein, China gegen Russland auszuspielen, um sich selbst ohne Konkurrenz als Khan der kasachischen Steppe dastehen zu lassen. Im Gegensatz zu Abulhair Khan, dem Khan der Kleinen Horde, beugte Ablay sich nie den russischen Forderungen. Im Jahr 1771 wurde beim Treffen der Repräsentanten der drei Horden Ablay zum kasachischen Khan ernannt. Die russische Kaiserin Katharina II. forderte, dass der Titel des Khans von Russland anerkannt und offiziell genehmigt werden sollte. Zu diesem Zweck sandte sie 1779 Briefe nach Petropawl, wo sie erwartete, dass Ablay seinen Titel verliehen bekommt. Er besuchte diesen Ort nie und lehnte die russische Anfrage ihn als Khan der Mittleren Horde zu ernennen ab. Anders als Ablai hatten zuvor Khane und Sultane konkurrierend großzügige Geschenke an die russische Kaiserin verteilt, im Gegenzug ihres Beistandes.
Während der Feldzüge der Qing-Dynastie gegen die Dschungaren beschloss Ablay Khan sich in diesem Konflikt neutral zu verhalten. Als der Konflikt beigelegt wurde, bot Ablay dem Kaiser Qianlong seine Unterstützung an. Ablay wurde sowohl von den Chinesen als auch von den Russen als kasachischer Khan bestätigt. Er hatte zahlreiche Feldzüge gegen das Khanat Kokand und die Kirgisen geführt. Bei seinem letzten Feldzug befreiten seine Truppen zahlreiche Städte im Süden Kasachstans und eroberten Taschkent. Danach fuhr er in Kirgisistan fort und gewann die Schlacht gegen aufgebrachte Truppen ortsansässiger Kriegsherren.
Nach seinem Tod 1781 wurde er im Mausoleum von Hodscha Ahmad Yasawi in Türkistan beigesetzt.
Schokan Schingisul Uelichanul (kasach.: Шоқан Шыңғысұлы Уәлиханұлы, 1835–1865), kasachischer Gelehrter und Historiker ist ein Nachfahre von Ablai.
Das Leben Ablai Khans wird in dem 2005 erschienenen Film Nomad – The Warrior (kasachisch: Көшпенділер; russisch: Кочевник) verarbeitet.